# Ctenops nobilis
Ctenops nobilis – słodkowodna ryba z rodziny guramiowatych (Osphronemidae). Jedyny przedstawiciel rodzaju Ctenops. Bywa hodowana w akwariach.

## Występowanie
Indie i Bangladesz.

## Opis
Ryba bardzo wymagająca, wrażliwa na zmiany składu chemicznego i jakości wody. Uważana za jedną z trudniejszych w hodowli. Wykazuje agresję wewnątrzgatunkową. Wymaga dużego zbiornika gęsto obsadzonego roślinami, również pływającymi, rozpraszającymi światło, z licznymi kryjówkami wśród korzeni i kamieni. Woda powinna być systematycznie odświeżana poprzez częściową wymianę oraz dobrze filtrowana. Dorasta ok. 10 cm długości.
Ctenops nobilis jest gębaczem.
| Zalecane warunki w akwarium | Zalecane warunki w akwarium      |
| --------------------------- | -------------------------------- |
| Zbiornik                    | duży, minimum 100 cm             |
| Temperatura wody            | 22–24 °C                         |
| Twardość wody               | miękka do średnio twardej 2–15°n |
| Skala pH                    | 6–7,5                            |
| Pokarm                      | żywy i mrożony                   |